# Poix (Marne)
Poix é uma comuna francesa na região administrativa de Grande Leste, no departamento de Marne. Estende-se por uma área de 14,72 km². Em 2010 a comuna tinha 71 habitantes (densidade: 4,8 hab./km²).